# Tuxedomoon
Tuxedomoon é um grupo experimental de pós-punk e/ou new wave formado em 1977 em  San Francisco, Califórnia, por Blaine L. Reininger, Steven Brown e Peter Principle e eventualmente outros músicos convidados e colaboradores.
O estilo do grupo, que une música ambiente, música concreta e o espirito punk da  época o tornou uma banda de culto e seminal, embora nem sempre reconhecida. 

## Carreira

### Anos 80
Em 1980 a banda lançou seu primeiro álbum pela Ralph Records. A banda excursionou pela Europa nos anos 80 e mudou-se para Nova Iorque. Lá, eles se apresentaram e foram destaque na trilha sonora do filme Downtown 81, enquanto isso eles ganhavam popularidade na Holanda e na Bélgica.
Quando eles finalmente se mudaram para Bruxelas, O trompetista Luc van Lieshout se juntou à banda. Em 1987, a banda se apresentou na trilha sonora para o filme de Wim Wenders, Asas do Desejo.
No mesmo ano a banda tocou em Atenas, Grécia, pela primeira vez em dezembro de 1987, lotando o Teatro Pallas duas vezes em uma noite.

### Anos 90
No início de 1990, a banda se separou e não se reuniram por cerca de oito anos. Mais tarde eles se reuniram para se apresentar no Next Festival em Tel Aviv.
A banda não tinha tocado juntos por oito anos, quando Brown chamou os membros a se unirem para o concerto. Eles ensaiaram em um estúdio por 10 dias, em Tel Aviv, antes do concerto. Brown creditou o concerto Next Festival como sendo o principal evento para reunir a banda.

### Anos 2000 e atualidade
A banda voltou a se apresentar em 2000, fazendo shows acústicos e eletrônicos de materiais gravados anteriormente.
Seu álbum de 2004, Cabin in the Sky, serviria como seu registro de retorno. A maioria dos registros é instrumental.
Em 2006 a banda lançou um novo disco chamado Bardo Hotel pela Crammed Discs. Gravado em San Francisco, o álbum é uma trilha sonora para um filme de George Kakanakis que no momento do lançamento do álbum permaneceu inacabado. O álbum e o filme são citados no livro Beat Museum - Bardo Hotel , de Brion Gysin. A gravação apresenta influências de dixieland e ópera.
Os membros da banda atualmente vivem na Cidade do México, Porto, Atenas, Bruxelas e Nova Iorque.

## Estilo
Steven Brown citou como as principais influências da banda artistas como Brian Eno, David Bowie, John Cage, Bernard Herrmann, Nino Rota, Igor Stravinsky e Ennio Morricone.

E as influências posteriores e atuais incluem Radiohead, Claude Debussy, Miles Davis, Michael Nyman e The Velvet Underground. Sua música encontra influência em gêneros como o punk rock, jazz, funk, tango, e pós-punk.

## Discografia

### Álbuns de estúdio
- Half Mute, 1980
- Desire, 1981
- Joeboy in Rotterdam, 1981
- Divine, 1982
- Holy Wars, 1985
- Ship of Fools, 1986
- You, 1987
- The Ghost Sonata, 1991
- Joeboy in Mexico, 1998
- Soundtracks - Urban Leisure, 2002
- Cabin in the Sky, 2004
- Bardo Hotel Soundtrack, 2006
- Vapour Trails, 2007
- Pink Narcissus, 2013

### Singles e EP´s
- Pinheads on the Move, 1978
- No Tears (EP), 1978
- The Stranger (EP),  1979
- Scream with a View (EP), 1979
- What Use?, 1980
- Dark Companion, 1980
- Urban Leisure (flexi), 1980
- Une Nuit au Fond de la Frayere, 1981
- What Use? - remix, 1982
- Why is She Bathing?, 1982
- Suite en Sous-Sol (EP), 1982
- Time to lose (EP), 1982
- Short Stories (EP), 1982
- Soma, 1984
- Tales from the New World (3 x 12inch collection), 1984
- Boxman, 1987
- You, 1987
- No Tears '88, 1988
- Michael's Theme, 1988

### Álbuns ao vivo
- Ten Years in One Night, 1988
- Live in St. Petersburg, 2002

### Compilações
- Made to Measure vol. 1

## Filmografia
- Downtown 81
- TV Party